# Dianthus shinanensis
Dianthus shinanensis là loài thực vật có hoa thuộc họ Cẩm chướng. Loài này được (Yatabe) Makino mô tả khoa học đầu tiên năm 1903.